# Jamie Fenton
Jamie Faye Fenton (nacida en 1954) es una programadora de videojuegos conocida por el videojuego arcade de 1981 Gorf y por ser una de las creadoras del software VideoWorks de MacroMind (luego rebautizado como Macromedia Director). Es una persona activa en la comunidad transgénero. 

## Biografía
Fenton se sintió atraída por la tecnología informática mientras estaba en la escuela porque la naturaleza altamente predecible de esta disciplina le resultaba atractiva y le proporcionaba un refugio donde no la molestaran otros estudiantes.
En el año 1975, mientras estudiaba informática en la Universidad de Wisconsin-Milwaukee, Jamie y su compañero de estudios Tom McHugh se ofrecieron como voluntarios para trabajar en Dave Nutting Associates, que solicitaba ayuda para rediseñar las máquinas de pinball y el juego arcade japonés Western Gun utilizando el microprocesador 8080 de Intel. Posteriormente, también trabajó en Bally Astrocade y escribió el lenguaje de programación Bally BASIC, basado en tiny basic.
En 1978, Jamie Fenton creó, junto con Raul Zaritsky, un ejemplo temprano de arte glitch titulado Digital TV Dinner, una película de 3 minutos. Para este proyecto, Fenton expulsaba el cartucho insertado en el Bally Astrocade en el momento equivocado, lo que creaba los "glitchs". Digital TV Dinner se presentó por primera vez en 1978, en el evento Electronic Visualization Event 3, en Chicago. La segunda versión se presentó en 1979.
En 1981, mientras trabajaba en Midway Manufacturing, Jamie Fenton diseñó el juego Gorf. Cuatro años más tarde, cocreó VideoWorks, que luego se convertiría en Macromedia Director, y luego, tras ser comprada por Adobe, en Adobe Director. Este software fue el precursor del software Flash.
Fenton realizó su transición alrededor de 1998. En 1995, con Cindy Martin y JoAnn Roberts, crearon y lanzaron tgforum.com, un foro en línea para personas transgénero que todavía existe en 2024.
En 2018, Digital TV Dinner se exhibió en la exposición Chicago New Media 1973-1992, comisariada por Jon Cates. Durante la exposición, Fenton jugó a Digital TV Breakfast, un videojuego de Whitney (Whit) Pow, inspirado en Digital TV Dinner. Ese mismo año, creó una nueva pieza, Primordial Glitch Art, donde se filmó a sí misma creando "glitchs" al expulsar el cartucho de un Bally Astrocade, mientras explicaba cómo obtener estos "glitchs".

## Obras
- Datsun 280 ZZZAP (1976)[12]
- Checkmate (1977)
- Digital TV Dinner (1978)
- Reescritura del BASIC de Bally Astrocade (1980)
- Gorf (1981)
- Robby Roto (1981)
- Primordial Glitch Art (2018)[13]